# Fibre to the office

Fibre to the office ou Fiber to the office (FTTO) est un concept de câblage LAN en environnement bureautique. Cette solution combine des éléments passifs (câblage fibre optique, panneaux de brassage, boîtes d'épissures, connecteurs et cordons cuivre standards 8P8C) à des mini-commutateurs actifs (aussi appelés FTTO switches) pour fournir du Gigabit Ethernet aux terminaux. Le FTTO fait appel aux techniques de câblage centralisé en Fibre Optique pour créer un canal mi-vertical, mi-horizontal; ce canal court des postes de travail au répartiteur central et permet l'emploi de câbles pull-through ou à épissure dans le local technique.

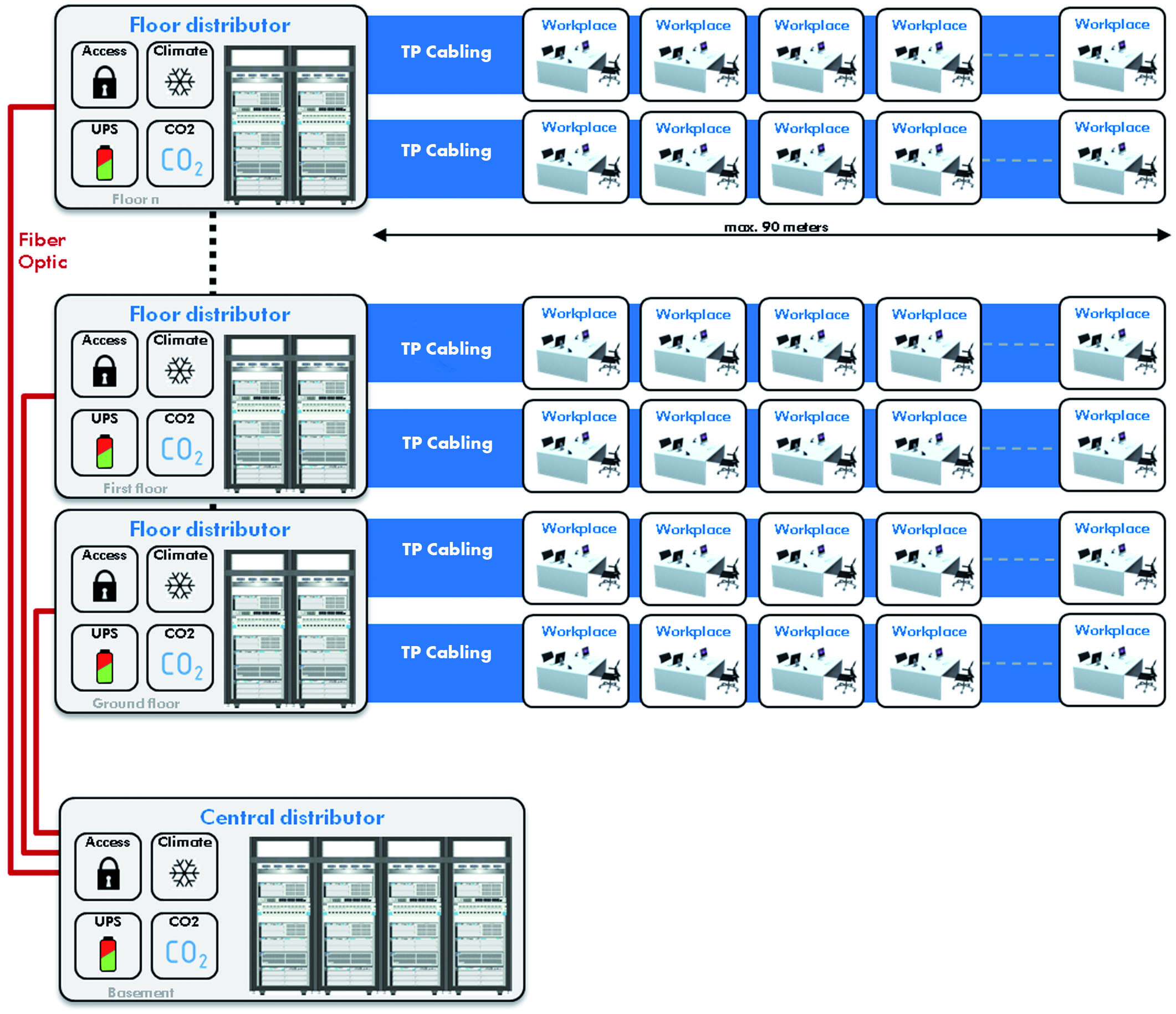
Topologie d’un câblage en structure cuivre

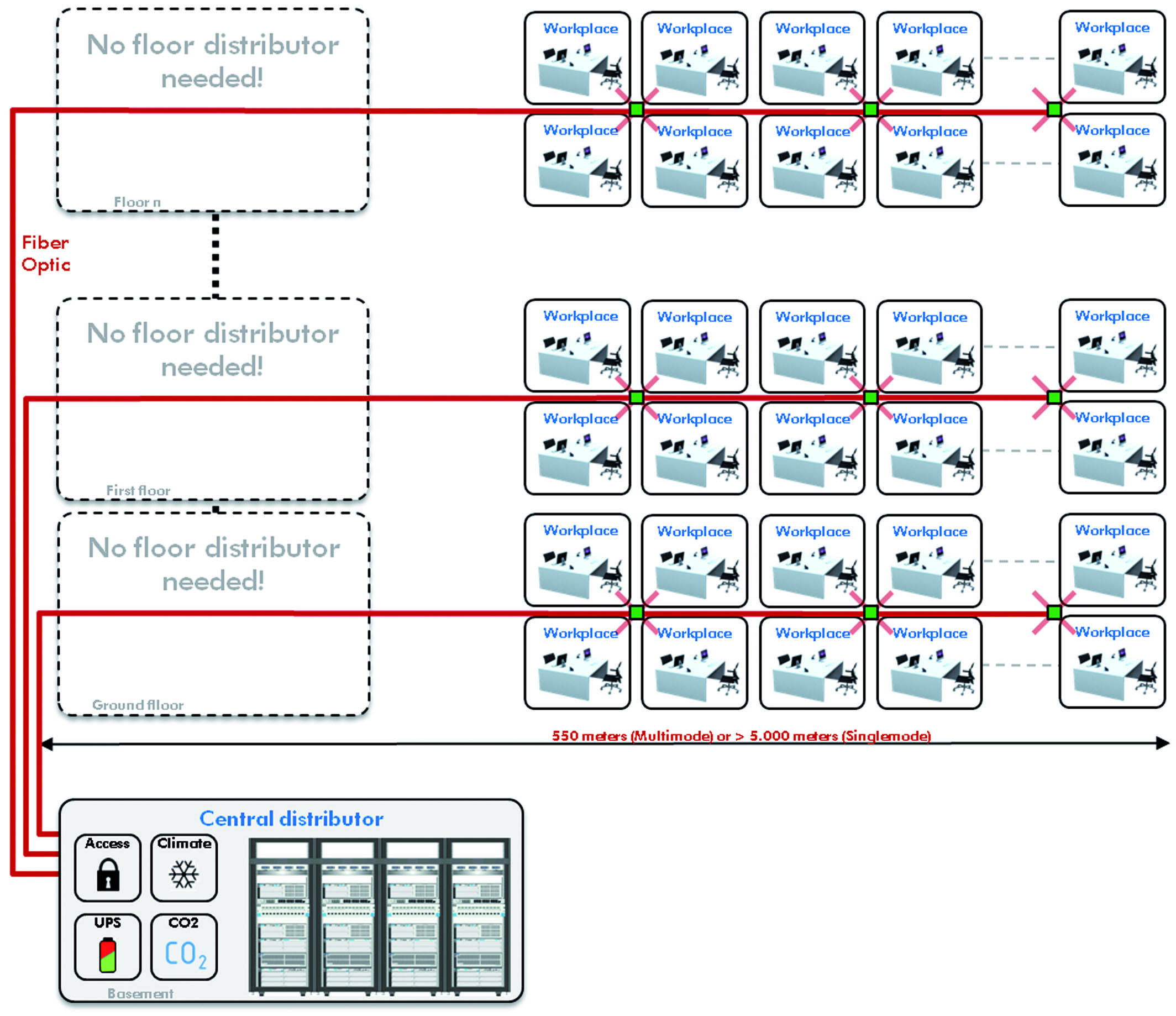
Topologie d’un câblage FTTO

Ce concept est décrit dans ISO/IEC 11801, et TIA/EIA-568-B3,.

## Origine
La technologie FTTO est apparue en Allemagne au début des années 1980 alors que la connectivité en Fibre Optique était étudiée avec grand intérêt. Le FTTO était une réponse à la complexité croissante des réseaux.
L'objectif était de remplir les exigences suivantes tout en maîtrisant les coûts :
- Réseau Ethernet
- Protection de l'investissement et long cycle de vie
- Évolutivité, flexibilité, développement durable
- Haute fiabilité et robustesse
- Redondance
- Sécurité
- Faibles coûts de maintenance /administration simple
- Réalisation rapide et facile
- Grande efficacité énergétique
- Peu de nœuds (structure plus plate du réseau)

## Technologie

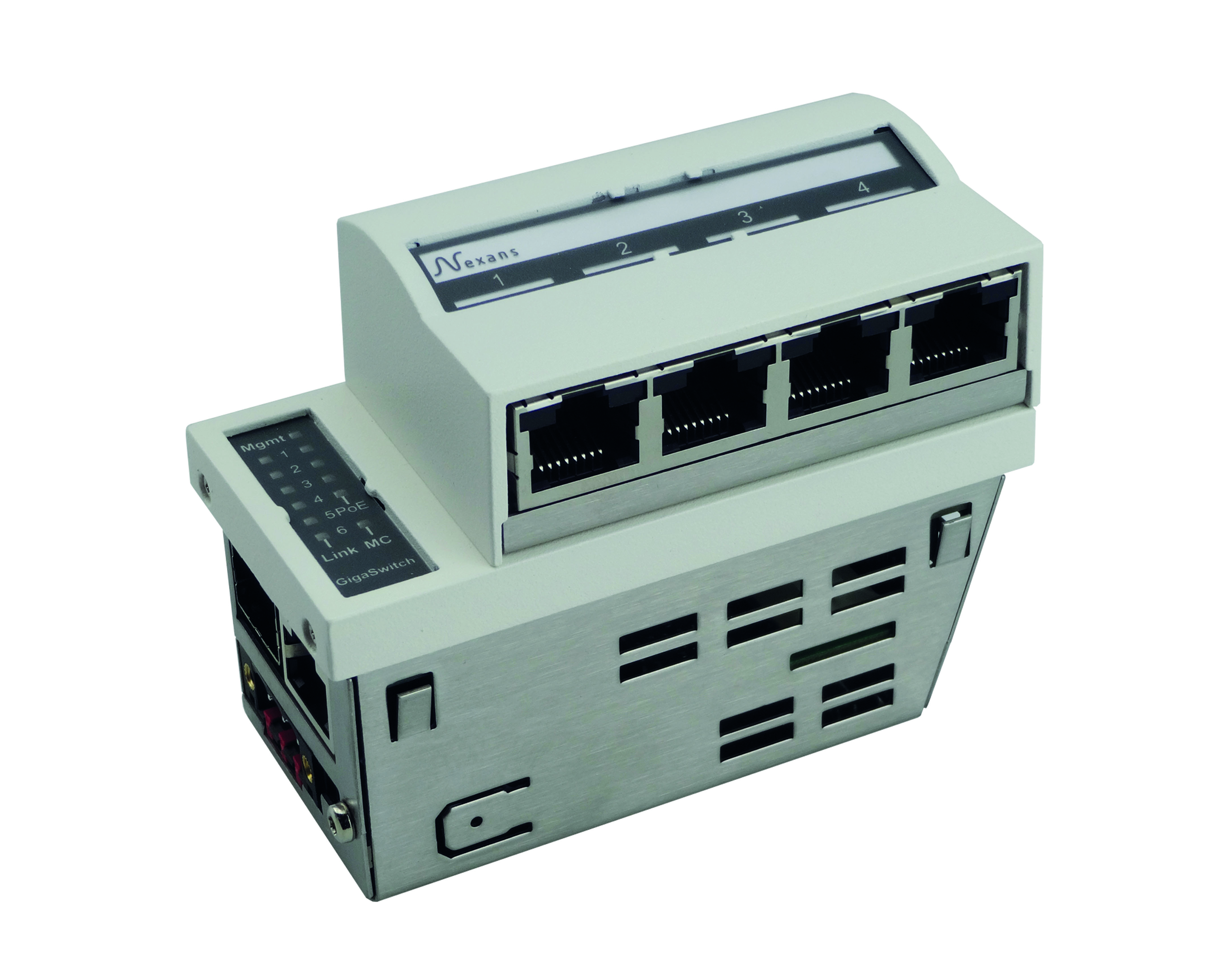
Un FTTO-Switch avec 4 ports utilisateur TP Gigabit et 2 ports SFP (ou 1 port uplink SFP + 1 port uplink TP)

FTTO est un réseau hybride combinant un câblage à fibre optiques (pré-terminées ou extractibles) à des cordons cuivre Paire Torsadées avec connecteurs 8P8C. Dans un réseau FTTO, la fibre court verticalement du local technique central vers les étages, puis horizontalement vers les FTTO switch/switches actifs aux postes de travail des utilisateurs. Les derniers 3 à 5 mètres vers les terminaux sont réalisés avec des cordons à paires torsadées standards 8P8C. Il y a seulement 2 niveaux de réseau: le cœur et l'accès; le niveau "agrégation/distribution" disparaît, comparé à un câblage structuré traditionnel.
Le FTTO switch réalise la conversion intelligente du signal optique vers le média cuivre et inversement. En général, le switch a jusqu'à 5 ports paire torsadée supportant le Power over Ethernet (IEEE 802.3af, 15.4W par port) et le Power over Ethernet Plus (IEEE 802.3at, 30W par port). Les FTTO Switches modernes offrent des vitesses de 1 Gigabit par seconde par port utilisateur (IEEE 802.3ab Gigabit Ethernet). L'agrégation de liens est aussi supportée. Ainsi, PC, portables, téléphones IP, points d'accès wi-fi, caméras de vidéo surveillance, unités de contrôle d'accès, dispositifs de GTC/GTB (y compris contrôleurs des lumières, compteurs intelligents, unités de chauffage, ventilation et climatisation) mais aussi tout appareil avec une carte réseau intégrée peuvent être connectés aisément au réseau en Gigabit.
Il ne faut pas confondre FTTO avec ‘Fibre to the Desk’ (FTTD), un concept de câblage structuré rencontré principalement en environnements militaires comme technologie de communication sécurisée.

## Données clefs
FTTO est un réseau hybride s'appropriant les avantages de la technologie fibre optique et de la technologie cuivre.
Grâce à la qualité de transmission du signal sur la fibre et à ses performances EMI, le signal est transmis sur des distances supérieures à 100 m (100 m est la longueur maximal d'un canal sur un réseau en câblage structuré traditionnel).
En Gigabit Ethernet, avec une fibre Multimode, on peut couvrir des distances de maximum 550 m; avec de la Monomode, jusqu'à 10 km. Ce média est particulièrement adapté à des grands bâtiments et autres sites d'envergure, tels qu'on les trouve dans l'administration publique, les universités, hôpitaux, aéroports, centres commerciaux et dans le secteur militaire,.
FTTO est caractérisé par une hiérarchie plate du réseau, le rendant simple à déployer et à administrer.
Les ports TP des FTTO switches supportent les fonctions PoE, c'est-à-dire qu'ils fournissent aux terminaux autant la data que l'électricité via un seul et même cordon 8P8C (plus besoin d'alimentation externe !).
Avec un réseau FTTO, il n'y a plus besoin des répartiteurs d'étage, d'où une économie (CAPEX et OPEX) des investissements dans la climatisation, alimentation et sécurité (tel le contrôle d'accès, la protection incendie, les détecteurs, ASI) habituellement nécessaires pour les répartiteurs d'étage. Les mètres carrés libérés (de 6 à 12 m2 en général) sont revalorisés.
Un autre avantage des infrastructures FTTO est leur flexibilité. Tous nouveaux utilisateurs, services et nouvelles applications peuvent être ajoutés au réseau simplement et rapidement. De plus, les réorganisations et autres aménagements physiques peuvent être réalisés sans interruption du service. Des études montrent que le FTTO permet de réduire de 60 % le temps d'installation comparé à un câblage structuré traditionnel. De plus, la plupart des infrastructures FTTO aident à économiser jusqu'à 40 % des coûts globaux de possession (TCO),.

## Avantages des infrastructures en fibre optique
1. Les infrastructures en Fibre Optique nécessitent moins de câbles que les réseaux traditionnels en cuivre paire torsadée. Le volume de câble est considérablement réduit du fait du diamètre d'un câble Fibre Optique (de 9 à 50 mm). Typiquement, un lien FO remplace quatre câbles TP, sans diminution de la bande passante. Cela rend les concepts avancés de redondance à nouveau rentables financièrement[3],[16].
2. Les câblages FO ne connaissent pas de problèmes de mise à la terre[5].
3. La Fibre est un média très sûr. Il n'y a pas de problème d'isolation effilochée ou endommagée, de mauvaise ou insuffisante protection du circuit électrique, de courts-circuits ou surtension[17].
4. Le risque d'incendie des câbles fibre optique est minime, ce qui est particulièrement déterminant pour les bâtiments historiques où les exigences en matière de sécurité et protection incendie sont très contraignantes[18].

## Avantages
- Pas de limite à 100 m quant à la longueur des liens (contrairement à un câblage paire torsadée traditionnel; transmission Gigabit sur longues distances (jusqu'à 550 m sur de la Multimode OM3 et jusqu'à 10 km et plus sur de la Monomode)
- Pas de répartiteur d'étage (revalorisation des m²[19])
- Concepts avancés de redondance jusqu'à l'utilisateur [20]
- Flexibilité pour le PoE+ avec pertes de tension minimes
- FTTO switches supportent des fonctions intelligentes de management de la consommation telles EEE (Energy Efficient Ethernet)
- Réduction de 30 à 70 % (selon la topologie du réseau) de la consommation d'énergie du réseau[11]
- Économies de 20 à 40 % sur le Coût global de possession (TCO) du fait de la quantité réduite de composants actifs et passifs et de la meilleure efficacité énergétique[14]
- Baisse de 40 à 60 % du temps d'installation[15]

## Désavantages
- Le FTTO n'est pas adapté aux petites et moyennes installations, avec un petit nombre de composants réseau et utilisateurs. C'est une solution professionnelle, pour les entreprises, répondant à des exigences élevées en matière de disponibilité et sécurité du réseau.
- Les FTTO switches sont manageables, ce qui requiert des qualifications et compétences techniques pour leurs configuration et supervision.
- Les FTTO switches ne sont, en matière de simplicité et de prix, nullement  comparables aux « small-office/home-office » (SOHO) switches non-manageables.
- La réalisation d'un projet FTTO requiert une grande connaissance et expérience de la technologie de câblage en Fibre Optique.
- Le FTTO switch est à alimenter avec un bloc externe d'alimentation AC/DC. Le branchement sur le secteur requiert des ajustements et qualifications en électricité.
- Le FTTO permet de réaliser pour des réseaux moyens et grands des infrastructures très compétitives mais n'est pas une solution bas-prix.
- Le FTTO est déployé en général sur des infrastructures professionnelles d'envergure, avec une architecture de type "campus", un grand nombre d'utilisateurs et des besoins en redondance maximale. Exemples de sites : aéroports, universités et grandes écoles, hôpitaux, ministères, banques et assurances, quartiers militaires, etc.

## Caractéristiques
Parmi les fonctionnalités les plus avancées des FTTO switches, on compte le diagnostic de lien (autant sur les ports uplink que TP), les contacts programmables, les features de management contre les cyber-attaques, la gestion de la consommation, le reboot simplifié via carte mémoire, etc.,
Une grande robustesse et longue durée de vie sont à préférer lors du choix des produits: par exemple avec une MTBF (mean time between failures) de plus de 60 ans (calculée selon la procédure Siemens) et une interopérabilité testée et certifiée avec les constructeurs leaders d'équipement de cœur de réseau (ex. Cisco, HP, Alcatel),.